# Красный Берег (Татарстан)
Красный Берег (тат. Кызылъяр) — опустевший посёлок в Аксубаевском районе республики Татарстан. Входит в состав Мюдовского сельского поселения.

## География
Посёлок находится в 29 километрах к югу от Аксубаево, расположен на реке Зирикла.
Красный Берег (Татарстан) находится в часовой зоне МСК (московское время). Смещение применяемого времени относительно UTC составляет +3:00.

## История
Основан в 1920-х годах.
С момента основания находился в Кривоозёрской волости Чистопольского кантона Татарской АССР С 10 августа 1930 года находился в Аксубаевском, с 10 февраля 1935 года — в Тельманском, с 16 июля 1958 года — в Аксубаевском, с 1 февраля 1963 года — в Октябрьском, с 12 января 1965 года — в Аксубаевском районах. 

## Население
| 2002 | 2021 |
| ---- | ---- |
| 13   | ↘0   |

По состоянию на 2014 год в посёлке проживало 10 человек.